# Зирбити
Зирбити (груз. ზირბითი) — село в Грузии, на территории Тетрицкаройского муниципалитета края (мхаре) Квемо-Картли.

## География
Село находится в юго-восточной части Грузии, на правом берегу реки Бзисцкали, на расстоянии приблизительно 13 километров (по прямой) к северо-западу от города Тетри-Цкаро, административного центра муниципалитета. Абсолютная высота — 1201 метр над уровнем моря.

## Население
По результатам официальной переписи населения 2014 года в Зирбити проживало 39 человек (19 мужчин и 20 женщин). В национальной структуре населения грузины составляли 97,4 %.
| Год  | Население, человек |
| ---- | ------------------ |
| 2002 | 77                 |
| 2014 | ↘ 39               |